# Alexandria (New York)
Alexandria è un comune degli Stati Uniti d'America, situato nello Stato di New York, nella contea di Jefferson.